# Erminio Ardigò
Erminio Ardigò (Annicco, 5 gennaio 1932 – 1º giugno 2004) è stato un fumettista italiano.

## Biografia
Esordì nel 1959 collaborando alla testata Cucciolo edita dalle Edizioni Alpe per la quale realizzò la serie comica "Il Sergente Smith". Successivamente disegnò la serie Kolosso edito da Gli Amici Tarzan della Cenisio. All'inizio degli anni settanta lavorò anche per la Altamira alla serie del piccolo Ranger e per la Editoriale CEPIM alla serie Storia del West oltre che alle serie di genere nero come Diabolik (per il quale realizzò il sesto episodio della prima serie,  L’assassino fantasma) e Zakimort e, per l'editore francese Lug, illustrò le serie "Les Trois Téméraires", "Fargo Jim" e altre storie edite nella collana Spécial Kiwi. Negli anni settanta collaborò alla serie Kriminal pubblicata dall'Editoriale Corno.